# ثلمة شظوية
الثلمة الشظوية (بالإنجليزية: Fibular notch)‏ لقصبة الساق هو الثلم في الجزء السفلي من قصبة الساق حيث تتمفصل مع عظم الشظية لتشكيل المفصل الظنبوبي الشظوي السفلي (بالإنجليزية: Inferior tibiofibular joint)‏.

## صور اضافية

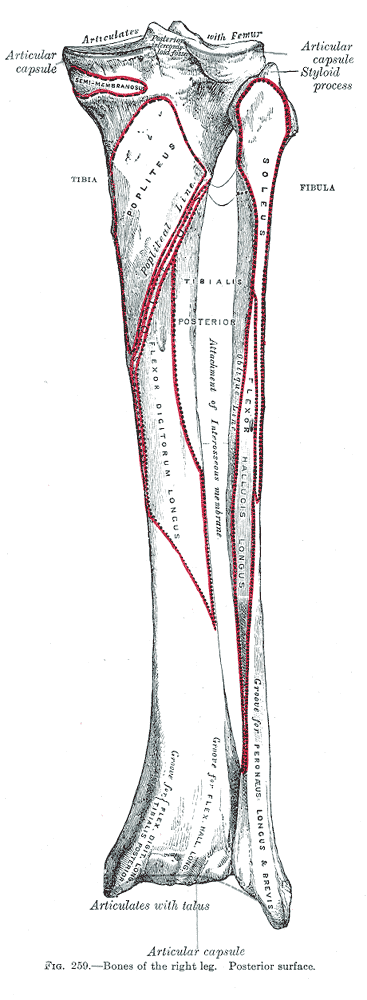
عظم الساق من الخلف.